# Brachycephalus ephippium

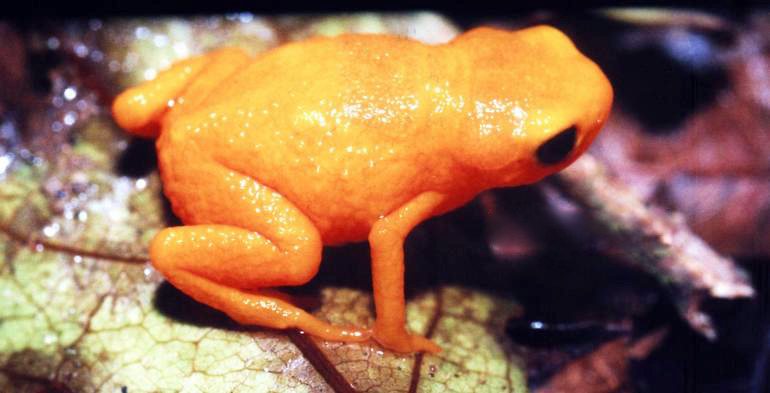
Brachycephalus ephippium

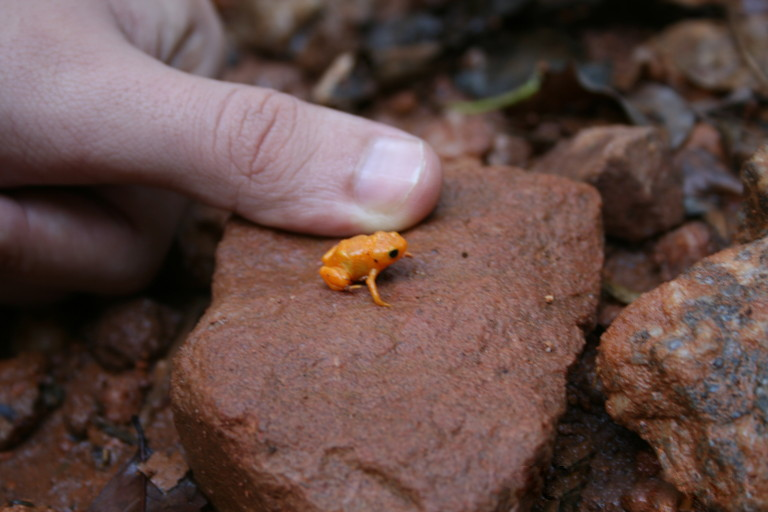
Brachycephalus ephippium

El Botón de oro (Brachycephalus ephippium) es un diminuto anfibio anuro que suele vivir entre las hojas muertas del suelo de la selva, pero también puede refugiarse en las grietas de los árboles o rocas durante el tiempo seco. Tiene un escudo óseo en su espalda, que tal vez actúe como un tapón en la boca de su escondite para mantener húmeda la atmósfera interna. Su tamaño es de aproximadamente de 2 cm. y vive en el sudeste de Brasil (estados de Río de Janeiro, São Paulo y Minas Gerais.